# Circuit de Haute Saintonge
Le circuit de Haute Saintonge est un circuit automobile français situé à La Genétouze, dans le département de la Charente-Maritime (région Nouvelle-Aquitaine). Il est homologué pour l'automobile et la moto et possède un circuit de karting.

## Le tracé
Le circuit fait 2,2 km de long pour 11 à 15 mètres de large. Très rapide, il comprend deux lignes droites de 650 mètres et sept virages.
La piste de karting est longue de 1 055 mètres sur 9 m de large.

## Histoire
Ce circuit est conçu dans un esprit de développement durable et a été inauguré le 15 juin 2009. Il a été pensé et souhaité par Jean-Pierre Beltoise « pour l’éducation de tous à la « bonne conduite citoyenne » et pour « vivre » les loisirs mécaniques avec une approche moderne en phase avec les objectifs du Développement Durable. » Sa construction a reçu le soutien du Conseil général de la Charente-Maritime.
Depuis son ouverture, l'équipe de l'émission télévisée française Automoto utilise le circuit comme référence pour tester les voitures de Grand Tourisme.